# Edwin Morey
Edwin James Morey war ein Politiker in Britisch-Honduras. Er gehörte der National Independence Party (NIP) an.

## Leben
Morey stammte aus Monkey River Town und arbeitete als Pflanzer. Er war verheiratet mit Juanita, geb. Garbutt (8. Mai 1909–7. November 2010). Das Paar hatte vier eigene Kinder und einen Adoptivsohn.
Nach seiner Karriere als Politiker lebte Morey in Belize City. Er betätigte sich noch als Wahlkampfhelfer für die NIP und später die United Democratic Party (UDP).

## Politik
Bei der Parlamentswahl in Britisch-Honduras 1965 trat er für die NIP im Wahlkreis Toledo Nord an. Er gewann die Wahl mit 55,0 % der Stimmen gegen Alejandro Vernon von der People’s United Party (PUP). Bei der Wahl 1969 erreichte er nur 45,6 % der Stimmen und konnte sich damit nicht gegen Alejandro Vernon durchsetzen.
Neben Philip Goldson war Morey von 1965 bis 1969 der einzige Vertreter der NIP im Repräsentantenhaus von Britisch-Honduras.